# Pico Caratuva
Pico Caratuva (portugisiska: Serra da Garatuva) är en bergstopp i Brasilien.   Den ligger i kommunen Antonina och delstaten Paraná, i den södra delen av landet, 1 100 km söder om huvudstaden Brasília. Toppen på Pico Caratuva är 1 860 meter över havet. Pico Caratuva ingår i Serra do Ibitiraquire.
Terrängen runt Pico Caratuva är kuperad åt nordväst, men åt sydost är den bergig. Pico Caratuva är den högsta punkten i trakten. Runt Pico Caratuva är det mycket glesbefolkat, med 4 invånare per kvadratkilometer..
I omgivningarna runt Pico Caratuva växer i huvudsak städsegrön lövskog.